# Schlawiner
Der Schlawiner (auch Schlawuzi oder Schlawack) ist eine umgangssprachliche Bezeichnung, die sowohl anerkennend als auch beleidigend gemeint sein kann. Sie bezeichnet
- einen pfiffigen, gerissenen, lebhaften Menschen, oft auch ein solches Kind;  synonym:  Schlingel (in seiner heutigen Bedeutung), Schalk,
- einen gerissenen Gauner,
- einen unzuverlässigen Menschen.

Die Etymologie ist nicht eindeutig und auch zum Ort Schlawin lässt sich keinerlei Bezug herstellen. Das Wort wurde aber wohl zu Beginn des 20. Jahrhunderts zu Slowene oder Slawonier (eine Volksgruppe in Kroatien) gebildet bzw. stellt im Falle von Schlawacken eine ältere Bezeichnung für die Slowaken dar, weil von dort stammende Hausierer als besonders gerissene Geschäftemacher galten.
Es ist zu beachten, dass dies nicht notwendigerweise bedeutet, dass die so ursprünglich bezeichneten Hausierer slawischer Herkunft waren, denn zumindest Slowaken war (so z. B. 1888 im Schimmelreiter von Theodor Storm) auch als Bezeichnung für Roma und Sinti bzw. allgemein für fahrendes Volk gebräuchlich, was auch Juden und Jenische einschloss (vgl. Bohemien: aufgrund ihrer Einwanderung aus Böhmen oder der Slowakei wurden die Roma häufig entsprechend bezeichnet); Hausierer waren oft Roma, Juden oder Jenische.
Der Begriff  wurde auch als Schimpfwort für osteuropäische Ausländer verwendet.
Die Spieler und Fans des deutschen Fußball-Regionalligisten TSV Havelse sind unter dem selbst gewählten Spitznamen die Schlawiner bekannt.